# 공화국 대학교
공화국 대학교(Universidad de la República, UdelaR)은 우루과이의 공립 대학이다. 우루과이에서 가장 큰 학교이며 108,886명의 학생이 수학하고 있다. 1849년 7월 18일에 개교하여 우루과이의 주요 교육 기관으로 자리잡았다. 초대 총장은 로렌소 페르난데스이며 2018년 현재 현직 총장은 로드리고 아림이다. 이 대학교는 15개의 단과 대학과 여러 학교 및 대학 부설 연구원으로 구성되어 있다.